# Villanueva de Sigena
Villanueva de Sigena è un comune spagnolo di 532 abitanti situato nella comunità autonoma dell'Aragona.
Nelle immediate vicinanze del paese fu edificato nel XII secolo il celebre monastero omonimo nel cui interno erano conservati alcuni affreschi romanici di grande valore artistico, che però andarono in gran parte distrutti in un incendio (1936). I pochi affreschi superstiti si trovano oggi nel Museu d'Art de Catalunya, a Barcellona.
A Villanueva de Sigena, il 19 settembre 1511 nacque Michele Serveto, teologo, medico ed umanista, messo al rogo dai Calvinisti